# SICEP
El Sindicato de la Industria del Calzado de Elda y Petrel (S.I.C.E.P.), conocido con el acrónimo SICEP, fue una sociedad limitada creada el 18 de agosto de 1936 por un numeroso grupo de industriales de fabricación de calzado de los pueblos alicantinos de Elda y Petrel, con el objetivo de mantener las fábricas abiertas y en producción durante el tiempo que durase la Guerra Civil Española (1936-1939), almacenar los zapatos fabricados y venderlos tras la contienda.

## Elda y la industria del calzado
En la primera parte del siglo XIX, la ciudad de Elda, tras el abandono de sus huertas a raíz de la salinización de las aguas que la regaban, iniciaba una nueva actividad consistente en la creación y desarrollo de la fabricación del calzado. El crecimiento de la actividad zapatera fue imparable, hasta el punto que a final del siglo XIX, Elda ya era una ciudad eminentemente industrial, con fábricas de calzado que superaban los quinientos trabajadores y producían más de mil pares de zapatos por día, y la mayoría de empresas grandes producían calzados de todos los tipos. Hasta la Guerra Civil Española la actividad zapatera crecería y con ella el número de empresas. La contienda española paralizó el trabajo en las fábricas y las ventas a determinadas zonas de España. De ahí que surgiera la cooperativa de industrias llamada SICEP que llegó a dar trabajo, en tiempos de guerra, a doce mil personas de forma directa y cuyo alcance inducido llegó a más de treinta mil personas.

## La creación de SICEP
Desde mayo de 1936 las huelgas en el sector zapatero estaban dejando exhausta toda la actividad del sector. Con el estallido de la guerra civil se produce una paralización del trabajo en las industrias, unas empresas, por la incautación por parte de los obreros, y otras, por el abandono de los propios empresarios. Las cargas impuestas por los sindicatos a las empresas cerradas, eran insoportables para casi todos y ante una situación de tal gravedad,los bancos e industriales requirieron los servicios profesionales de Tomás Guarinos Maestre, procurador de los tribunales, y con la asistencia del presidente de la Asociación de fabricantes de calzado de Elda y Petrel encargan a Guarinos la puesta en marcha de un sindicato empresarial que, con préstamos de los bancos presentes, pudieron continuar la fabricación de calzados en las empresas que lo deseasen y que no hubieran sido incautadas. Los zapatos fabricados durante la guerra, tratarían de venderlos en las zonas de España que no estuviesen ocupadas por las fuerzas llamadas "nacionales" (las poblaciones de la provincia de Alicante seguían bajo la República), y en caso de no poderlos vender, se guardarían en almacenes para comercializarlos tras el fin de la contienda, y con el producto de las ventas, pagar los créditos más los intereses.
La sociedad SICEP se constituyó legalmente el 18 de agosto de 1936. El sindicato empresarial tendría dos finalidades concretas: por una parte, evitar el dispendio que suponía para las empresas pagar salarios sin producir, que en aquellos años sumaban más de 200.000 pesetas semanales, y por otra, frenar la incautación de fábricas que se producían por parte de los sindicatos de trabajadores, cediendo una parte de los beneficios a los obreros y aceptando el control de representantes de los empresarios y de los trabajadores.

## Liquidación de SICEP
En 1939, finalizada la guerra civil, la denominación social ya había cambiado a "SICEP Sociedad Limitada en liquidación", se sustituyó el Consejo de Administración y se entabló negociaciones con las autoridades del régimen, que exigieron se les cediesen todos los valores de SICEP. Por parte de las autoridades locales se propondría que cada fabricante integrado en SICEP situase sus activos a fecha de 1935, más las ganancias que hubieran obtenido hasta final de 1939. El resto de beneficios por activos, incluidos el producto de la venta de los zapatos almacenados, quedarían en poder del nuevo régimen que los destinaría a los fines que considerasen convenientes y que redundasen en beneficio del interés general. El nuevo ente nacido de esta situación jurídica se llamaría "Comisión Reguladora de Valores de Elda".

## COICS
Con el acrónimo "COICS" surgió la "cooperativa Obrera de la Industria del Calzado y Similares", a finales de 1937, que popularmente se le llamó "La Cooperativa" y que estaba creada y dirigida mayoritariamente por obreros de los Sindicatos CNT y FAI y amparándose en el decreto de 2 de agosto de 1936 del Ministerio de Industria, se incautaron de las cuatro mayores fábricas de calzado que tenía SICEP, también la mayor parte de las fábricas de Petrel, entre las que se encontraba la de mayor producción y trabajadores, "Calzados LUVI". Esto produciría un debilitamiento en el grupo de SICEP que, sin embargo, mantuvo su independencia hasta su disolución, aunque tenía que rendir cuentas a La Cooperativa que intentaría incautarse de SICEP sin conseguirlo.
Ambas sociedades dieron beneficios y pagaron sus créditos pendientes, disolviéndose tras la contienda civil y entregando sus activos al nuevo régimen.